# Hal Cole
Harold „Hal“ Cole (* 20. November 1912 in Tacoma, Washington, USA; † 12. November 1970 in Los Angeles, Kalifornien, USA) war ein US-amerikanischer Autorennfahrer.

## Karriere
Cole startete zwischen 19456 und 1951 in 8 Rennen der AAA-National-Serie, wobei ein fünfter Platz 1948 auf der Strecke von DeQuoin sein bestes Ergebnis war. Er versuchte sich zwischen 1946 und 1950 vier Mal für das 500-Meilen-Rennen von Indianapolis zu qualifizieren. Drei Versuche gelangen, 1946 stand er auf dem 4. Startplatz,  1950 hatte er im Qualifikationstraining einen Unfall, so dass er sich für das Rennen nicht qualifizieren konnte. Sein bestes Rennergebnis gelang ihm 1948 mit einem 6. Rang, 1947 wurde sein Fahrzeug zurückgezogen. Darüber hinaus fuhr er zahlreiche NASCAR und Sprint-Car-Rennen.
Er starb kurz vor seinem 58. Geburtstag an einem Herzinfarkt.

## Statistik

### Indy-500-Ergebnisse
| Jahr | Startnr. | Start | Qual (km/h) | Ergebnis | Runden | Führung | Ausfall         |
| ---- | -------- | ----- | ----------- | -------- | ------ | ------- | --------------- |
| 1946 | 47       | 4     | 194,263     | 32       | 16     | 0       | Tankleck        |
| 1948 | 63       | 14    | 200,168     | 6        | 200    | 0       |                 |
| 1949 | 14       | 11    | 204,626     | 19       | 117    | 0       | Lagerschaden    |
| 1950 | 16       | DNQ   |             |          | 0      |         | Trainingsunfall |

| Legende  | Legende            | Legende                                                          |
| Farbe    | Abkürzung          | Bedeutung                                                        |
| -------- | ------------------ | ---------------------------------------------------------------- |
| Gold     | –                  | Sieg                                                             |
| Silber   | –                  | 2. Platz                                                         |
| Bronze   | –                  | 3. Platz                                                         |
| Grün     | –                  | Platzierung in den Punkten                                       |
| Blau     | –                  | Klassifiziert außerhalb der Punkteränge                          |
| Violett  | DNF                | Rennen nicht beendet (did not finish)                            |
| Violett  | NC                 | nicht klassifiziert (not classified)                             |
| Rot      | DNQ                | nicht qualifiziert (did not qualify)                             |
| Rot      | DNPQ               | in Vorqualifikation gescheitert (did not pre-qualify)            |
| Schwarz  | DSQ                | disqualifiziert (disqualified)                                   |
| Weiß     | DNS                | nicht am Start (did not start)                                   |
| Weiß     | WD                 | zurückgezogen (withdrawn)                                        |
| Hellblau | PO                 | nur am Training teilgenommen (practiced only)                    |
| Hellblau | TD                 | Freitags-Testfahrer (test driver)                                |
| ohne     | DNP                | nicht am Training teilgenommen (did not practice)                |
| ohne     | INJ                | verletzt oder krank (injured)                                    |
| ohne     | EX                 | ausgeschlossen (excluded)                                        |
| ohne     | DNA                | nicht erschienen (did not arrive)                                |
| ohne     | C                  | Rennen abgesagt (cancelled)                                      |
| ohne     | keine WM-Teilnahme |                                                                  |
| sonstige | P/fett             | Pole-Position                                                    |
| sonstige | 1/2/3/4/5/6/7/8    | Punktplatzierung im Sprint-/Qualifikationsrennen                 |
| sonstige | SR/kursiv          | Schnellste Rennrunde                                             |
| sonstige | *                  | nicht im Ziel, aufgrund der zurückgelegten Distanz aber gewertet |
| sonstige | ()                 | Streichresultate                                                 |
| sonstige | unterstrichen      | Führender in der Gesamtwertung                                   |